# Stěpan Petričenko
Stěpan Maximovič Petričenko, rusky Степан Максимович Петриченко (1892, Nikitenka – 2. června 1947, Vladimir), byl ruský revolucionář, anarchosyndikalistický politik a účastník Kronštadského povstání.

## Život
Petričenko se narodil v roce 1892 v obci Nikitenka nedaleko města Kaluga v rodině rolníků. Dva roky po jeho narození se rodina přestěhovala do Záporoží, kde Stěpan pracoval jako obráběč kovů. V roce 1913 byl povolán k vojenské službě u ruského námořnictva, kde byl přidělen k bitevní lodi Petropavlovsk.
Únorová revoluce jej zastihla na ostrově Naissaar. V prosinci 1917 byla vyhlášena Sovětská republika vojáků a stavitelů pevností ostrova Nargen, jíž se Petričenko stal vůdcem. Bojoval jak proti bolševikům, tak proti Němcům. Dne 26. února 1918 však byl nucen Naissaar vyklidit a uprchnout do Kronštadtu.
V roce 1919 přistoupil k bolševikům, ale brzy se od nich distancoval. Po válce zůstal ve Finsku, kde se v roce 1940 dostal do konfliktu s finskou vládou pro jeho podporu Rudé armády. V roce 1945 byl zatčen a vyhoštěn do Sovětského svazu, kde byl uvrhnut do Vladimirské věznice, kde brzy zemřel.